# Henry Mayr-Harting
Henry Maria Robert Egmont Mayr-Harting (né le 6 avril 1936) est un historien ecclésiastique médiéval britannique. De 1997 à 2003, il est professeur regius d'histoire ecclésiastique à l'Université d'Oxford et chanoine laïc de Christ Church, à Oxford.

## Jeunesse et éducation
Mayr-Harting est né le 6 avril 1936 à Prague. Il est le fils d'Herbert Mayr-Harting, avocat et représentant tchécoslovaque à la Commission des Nations unies pour les crimes de guerre et d'Anna Mayr-Harting, née Münzer, qui mène une brillante carrière de bactériologiste à Bristol, en Angleterre. Son frère, Thomas Mayr-Harting, est un diplomate autrichien et membre de l'Union européenne.
Il fait ses études à la Douai School et au Merton College d'Oxford (BA 1957, MA 1961, DPhil 1961, DD 2004).

## Carrière
Mayr-Harting est maître de conférences en histoire médiévale à l'Université de Liverpool de 1960 à 1968. Il retourne ensuite à Oxford pour devenir professeur et chargé de cours en histoire médiévale au St Peter's College de 1968 à 1997, date à laquelle il est nommé professeur. De 1976 à 1997, il est également maître de conférences en histoire médiévale au Merton College. Dans les années 1970, Mayr-Harting est chargé de cours et s'occupe des admissions au St Peter's College et, au début des années 1980, devient président du conseil de la faculté d'histoire.
Mayr-Harting est professeur Slade de beaux-arts pendant l'année universitaire 1987-1988 et, en 1993, il est nommé maître de conférences en histoire médiévale. En 1997, il devient le premier catholique romain et le premier laïc à être nommé professeur Regius d'histoire ecclésiastique à l'Université d'Oxford, devenant ainsi le premier chanoine laïc de la cathédrale Christ Church. Il prend sa retraite en 2003.
Il est élu Visiting Fellow de Peterhouse, Cambridge, en 1983 et Brown Foundation Fellow à Sewanee : l'Université du Sud en 1992. Il est élu Fellow de la British Academy la même année et il est membre correspondant de l'Académie autrichienne des sciences. Il est président de la Société d'histoire ecclésiastique (2001-2002). En 2003, il participe à la série de conférences de printemps, Barbarian Europe: The Creation of a Civilization, à l'Institut d'études médiévales de l'Université du Nouveau-Mexique. Il reçoit un doctorat honorifique de l'Université d'East Anglia en 2009.

## Vie privée
En 1968, Mayr-Harting épouse Caroline Mary Humphries. Ils ont un fils, Felix (né en 1969), et une fille, Ursula (née en 1972). La fille de Mayr-Harting, aujourd'hui appelée Ursula Weekes, est historienne de l'art et a écrit plusieurs ouvrages, dont Techniques of Drawing (cat. d'exposition, Oxford : Ashmolean Museum, 1996), Early Netherlandish Engraving circa 1440–1540 (Oxford : Ashmolean Museum, 1997), Techniques of Drawing: from the 15th to the 19th Centuries (Oxford : Ashmolean Museum, 1999), et Early Engravers and their Public: the Master of the Berlin Passion and Manuscripts from Convents in the Rhine-Maas Region (Londres : Harvey Miller, 2004).

## Publications
- Henry Mayr-Harting, The Bishops of Chichester and the Administration of Their Diocese, 1075–1207: with a Collection of Acta (thèse de doctorat de l'Université d'Oxford, 1961)
- Widukind de Corvey, Res gestae Saxonicae, trad. Henry Mayr-Harting (dactylographié 1962, reliure privée 1995)
- Henry Mayr-Harting, The Bishops of Chichester, 1075–1207: Biographical Notes and Problems (Chichester : Conseil municipal de Chichester, 1963)
- Henry Mayr-Harting, éd. et introduction, Diocesis Cicestrensis : The Acta of the Bishops of Chichester, 1075–1207  (Canterbury and York Society, vol. 56, Torquay : Devonshire Press, 1964)
- Henry Mayr-Harting, he Coming of Christianity to Anglo-Saxon England (Londres : B. T. Batsford, 1972 ; Londres : Book Club Associates, 1977 ; 3e éd., Londres : Batsford ; University Park : Pennsylvania State University Press, 1991)
- Henry Mayr-Harting, « Functions of a Twelfth-Century Recluse », History 60 (1975), 337–52
- Henry Mayr-Harting, The Venerable Bede, the Rule of St Benedict, and Social Class (Jarrow Lecture 1976, Jarrow : Rector of Jarrow, 1976)
- Henry Mayr-Harting et RI Moore, éd., Studies in Medieval History Presented to Ralph Henry Carless Davis (Londres : Hambledon Press, 1985)
- Henry Mayr-Harting, Saint Wilfrid (Londres : Catholic Truth Society, 1986)
- Henry Mayr-Harting, éd., St Hugh of Lincoln: Lectures Delivered at Oxford and Lincoln to Celebrate the Eighth Centenary of St Hugh's Consecration as Bishop of Lincoln (Oxford : Clarendon Press, 1987)
- Henry Mayr-Harting, « The Foundation of Peterhouse, Cambridge (1284) and the Rule of Saint Benedict », English Historical Review 103 (1988), 318
- Henry Mayr-Harting, Ottonian Book Illumination: an Historical Study (2 vol., Londres : Harvey Miller, 1991 ; 2e éd., Londres : Harvey Miller, 1999)
- Henry Mayr-Harting, Two conversions to Christianity: the Bulgarians and the Anglo-Saxons (Stenton Lecture 1993, Reading : Université de Reading, 1994)
- Henry Mayr-Harting, « Charlemagne, the Saxons, and the Imperial Coronation of 800 », English Historical Review 111:444 (novembre 1996), 1113–1133
- Henry Mayr-Harting, Perceptions of Angels in History: an Inaugural Lecture Delivered in the University of Oxford on 14 November 1997 (Oxford : Clarendon Press, 1998)
- Henry Mayr-Harting, « Liudprand of Cremona's Account of his Legation to Constantinople (968) and Ottonian Imperial Strategy », English Historical Review 116 (2001) 539
- Richard Harries et Henry Mayr-Harting (éd.), Christianity: Two Thousand Years (Oxford : Oxford University Press, 2001)
- Henry Mayr-Harting, « The Uta Codex: Art, Philosophy, and Reform in Eleventh-Century Germany », Catholic Historical Review 88:4 (octobre 2002), 759–61
- Henry Mayr-Harting, Church and Cosmos in Early Ottonian Germany: The View from Cologne (Oxford : Oxford University Press, 2007)
- Henry Mayr-Harting, Religion, Politics and Society in Britain 1066–1272 (Londres : Longman, 2011)